# Селест (Тексас)
Селест (енгл. Celeste) град је у америчкој савезној држави Тексас. По попису становништва из 2010. у њему је живело 814 становника.

## Демографија
Према попису становништва из 2010. у граду је живело 814 становника, што је 3 (0,4%) становника мање него 2000. године.
| Група             | 2000.       | 2010.       |
| Белци             | 752 (92,0%) | 729 (89,6%) |
| Афроамериканци    | 31 (3,8%)   | 26 (3,2%)   |
| Азијати           | 1 (0,1%)    | 4 (0,5%)    |
| Хиспаноамериканци | 18 (2,2%)   | 39 (4,8%)   |
| Укупно            | 817         | 814         |